# Viveca Lindfors
Elsa Viveca Torsensdotter Lindfors (Uppsala, 29 december 1920 – aldaar, 25 oktober 1995) was een Zweedse-Amerikaans actrice, filmproducente en scenarioschrijfster.

## Biografie
Lindfors leerde het acteren aan de Royal Dramatic Theatre School in Stockholm. Zij begon met acteerwerk voor het theater en televisie in Zweden, toen zij daar bekend werd verhuisde zij in 1946 naar Amerika op verzoek van Warner Brothers om een nieuwe Greta Garbo of Ingrid Bergman te worden. In 1951 werd zij genaturaliseerd tot de Amerikaanse nationaliteit.
Lindfors begon met acteren in 1940 met de Zweedse film Snurriga Familjen. Hierna heeft zijn nog meer dan 140 rollen gespeeld in films en televisieseries zoals Backfire (1950), Moonfleet (1950), The United States Steel Hour (1953-1959), The Way We Were (1973), Inside the Third Reich (1982), Creepshow (1982), The Exorcist III (1990), Zandalee (1991) en Stargate (1994).
Lindfors was ook actief als filmproducente en scenarioschrijfster, in 1987 heeft zij de film Unfinished Business geproduceerd en geschreven.
Lindfors was ook actief in het theater, zij maakte haar debuut op Broadway in 1952 met het toneelstuk I've Got Sixpence. Hierna heeft zij nog meerdere rollen gespeeld op Broadway en off-Broadway.
Lindfors was van 1941 tot en met 1943, en van 1944 tot en met 1948 getrouwd en van 1948 tot en met 1953 was zij getrouwd met Don Siegel en met ieder van deze had zij één kind. Van 1953 tot en met 1970 was zij getrouwd met George Tabori. In de laatste jaren heeft zij les gegeven aan de School of Visual Arts in New York. Later keerde zij terug naar Zweden om in het toneelstuk In Search of Strindberg op te treden. Zij is daar overleden aan de gevolgen van Reumatoïde artritis en is ook in Zweden begraven in haar geboorteplaats.

## Prijzen
- 1992 Genie Awards in de categorie "Beste Optreden door een Actrice met de Hoofdrol" met de film North of Pittsburgh – genomineerd.
- 1990 Emmy Awards in de categorie "Uitstekende Actrice in een Drama Serie" met de televisieserie Life Goes On – gewonnen.
- 1990 Daytime Emmy Awards in de categorie "Uitstekende Actrice in een Kinderserie" met de televisieserie CBS Schoolbreak Special – genomineerd.
- 1988 Sundance Film Festival in de categorie "Speciale Onderscheiding" voor haar Optredens – gewonnen.
- 1982 Academy of Science Fiction, Fantasy & Horror Films, U.S.A. in de categorie "Beste Actrice in een Bijrol" met de film The Hand – genomineerd.
- 1978 Emmy Awards in de categorie "Uitstekende Optreden door een Actrice in een Bijrol in een Film" met de film A Question of Guilt – genomineerd.
- 1962 Berlin International Film Festival in de categorie "Beste Actrice" met de film No Exit – gewonnen.

## Filmografie

### Films
Selectie:
- 1995 Run for Cover – als senator Anderson
- 1994 Stargate – als Catherine Langford
- 1991 Zandalee – als Tatta
- 1990 The Exorcist III – als verpleegster
- 1982 Creepshow – als tante Bedelia
- 1982 Inside the Third Reich – als zigeunervrouw
- 1978 A Wedding – als Ingird Hellstrom
- 1973 The Way We Were - als Paula Reisnar
- 1965 Brainstorm – als Dr. Elizabeth Larstadt
- 1963 The Damned – als Freya Neilson
- 1961 King of Kings – als Claudia
- 1957 The Halliday Brand – als Aleta Burris
- 1965 Moonfleet – als Mevr. Minton
- 1955 Run for Cover – als Helga Swenson
- 1952 No Time for Flowers – als Anna Svoboda
- 1951 Die Vier im Jeep – als Franziska Idinger
- 1950 No Sad Songs for Me – als Chris Radna
- 1950 Backfire – als Lysa Radoff
- 1949 Singoalla – als Singoalla
- 1949 Night Unto Night – als Ann Gracy

### Televisieseries
Uitgezonderd eenmalige gastrollen.
- 1989 Flickan vid stenbänken – als Storrada - ? afl.
- 1987 Teta – als Hannah von Frankenstein – 7 afl.
- 1976 De lyckligt lottade – als Paulene - ? afl.

## Theaterwerk opBroadway
- 1971 Dance of Death – als Alice
- 1965 Postmark Zero – als ??
- 1963 Pal Joey – als Vera Simpson
- 1956 King Lear – als Cordelia
- 1954 – 1955 Anastasia – als Anna
- 1952 I've Got Sixpence – als Inez Cabral